# Gökçeli, Niksar
Gökçeli là một thị trấn thuộc huyện Niksar, tỉnh Tokat, Thổ Nhĩ Kỳ. Dân số thời điểm năm 2011 là 1.053 người.